# 고운지
고운지(1999년 ~ )는 대한민국의 뮤지컬 배우다.

## 방송
- 2022 DIMF 뮤지컬 스타 (2022) - 대상

## 공연
- 위윌락유 (2019)
- 희망잇다 (2021) - 상주부인 역
- 청춘연가 (2022) - 양화자 역
- 어게인 - 여고동창생 (2023)